# Ginevra Jones
Ginevra Jones è una serie televisiva australiana realizzata nel 2002. In Italia è trasmessa da Rai Sat Smash. La serie si compone di 26 episodi suddivisi in due stagioni.